# Ploceus olivaceiceps
Ploceus olivaceiceps е вид птица от семейство Ploceidae. Видът е почти застрашен от изчезване.

## Разпространение
Видът е разпространен в Замбия, Малави, Мозамбик и Танзания.